# Haack
Haack ein deutscher Familienname.

## Namensträger
- Albert Haack (1832–1906), deutscher Holzhändler und Berliner Stadtrat
- Albrecht Haack (1898–1976), deutscher Chemiker
- Arthur Haack (1880–1915), deutscher Polarfilmer
- Bruce Haack (1931–1988), kanadischer Musiker und Komponist
- Carl Haack (1841–1908), deutscher Fotograf
- Christina Haack (* 1987), deutsche Leichtathletin
- Dieter Haack (* 1934), deutscher Politiker und Bundesminister (SPD)
- Emily Haack (* 1975), US-amerikanische Schauspielerin
- Erich Haack (1904–1968), deutscher Chemiker
- Ernst Haack (1850–1945), deutscher evangelisch-lutherischer Geistlicher
- Erwin Haack (Bauingenieur) (* 1914), Direktor des Institutes für Heizungs-, Lüftungs- und Sanitärtechnik der Bauakademie der DDR
- Erwin Haack (1917–1985), deutscher Forstwissenschaftler und Holzbiologe
- Fedor Haack (1871–1935), Polizeipräsident in Kassel
- Friedrich Haack (Fotograf) (1841–1915), deutscher Fotograf
- Friedrich Haack (Kunsthistoriker) (1868–1935), deutscher Kunsthistoriker
- Friedrich von Haack (1869–1940), deutscher General der Infanterie
- Friedrich Wilhelm Haack (Komponist) (1765–1825), deutscher Komponist und Organist
- Friedrich Wilhelm Haack (Theologe) (1935–1991), deutscher Theologe
- Günther Haack (1929–1965), deutscher Schauspieler
- Hanna Haack (* 1941), deutsche Historikerin
- Hansjörg Haack (* 1958), deutscher Jurist, Autor und Fachanwalt für Medizinrecht
- Heinrich Haack (1899–1943), deutscher Politiker (NSDAP)
- Hermann Haack (Ichthyologe) (1839–1905), deutscher Ichthyologe
- Hermann Haack (Schauspieler) (1844–1910), deutscher Theaterschauspieler und -regisseur
- Hermann Haack (Kartograf) (1872–1966), deutscher Kartograf
- Hermann Haack (Politiker) (1876–1967), deutscher Jurist, Verwaltungsbeamter und Politiker
- Jenny Haack (* 1971), deutsche Tänzerin und Künstlerin
- Johann Friedrich Joseph Haack (vor 1693–nach 1703), deutscher Mediziner
- Karl Friedrich Heinrich Haack (1755–1819), deutscher Violinist und Komponist
- Karl Hermann Haack (* 1940), deutscher Politiker (SPD)
- Käthe Haack (1897–1986), deutsche Schauspielerin
- Klaus Haack (1933–2015), deutscher Richter in der Verwaltungsgerichtsbarkeit
- Lothar Haack (* 1941), deutscher Fußballspieler
- Magnus Haack (1869–1931), deutscher Gewerkschafter und Politiker (SPD)
- Melvin Haack (* 1982), deutschsprachiger Liedermacher, Kinderbuchautor und Sprecher, siehe Schnaps im Silbersee
- Morton Haack (1924–1987), US-amerikanischer Kostümbildner
- Peter Haack (1941–2013), deutscher Fußballspieler
- Rudolph Haack (1833–1909), deutscher Schiffbau-Ingenieur
- Simone Haack (* 1978), deutsche Künstlerin
- Stefan Haack (* 1975), deutscher Rechtswissenschaftler
- Susan Haack (* 1945), britische Philosophin
- Werner Haack (1895–1965), deutscher Industriemanager
- Wilhelm Haack (1882–1947), deutscher Geologe
- Wolfgang Haack (Mathematiker) (1902–1994), deutscher Maschinenbauer und Mathematiker
- Wolfgang Haack (Admiral) (1910–1991), deutscher Flottillenadmiral der Bundesmarine
- Wolfram Haack (* 1958), deutscher Schauspieler